# Alberto Saronni
Pour les articles homonymes, voir Saronni.
Alberto Saronni, né le 19 novembre 1961 à Buscate (Lombardie), est un coureur cycliste italien, professionnel de 1982 à 1991. Ses frères Antonio (1956) et Giuseppe (1957), et son grand-père Tito Brambilla (1897-1988) ont également été coureurs professionnels.

## Palmarès
- 1979
  - 2e du Trofeo Emilio Paganessi
- 1980
  - Coppa Colli Briantei Internazionale
  - 3e de la Coppa Comune di Rivarolo del Re
- 1981
  - Coppa Comune di Rivarolo del Re
  - Targa Libero Ferrario
  - 3e de la Piccola Tre Valli Varesine
- 1983
  - 3e du championnat d'Italie de course aux points
- 1986
  - Cronostaffetta (contre-la-montre par équipes)

## Résultats sur les grands tours

### Tour de France
1 participation
- 1987 : abandon (13e étape)

### Tour d'Espagne
2 participations
- 1983 : 57e
- 1984 : 61e